# Andrzej Ceynowa

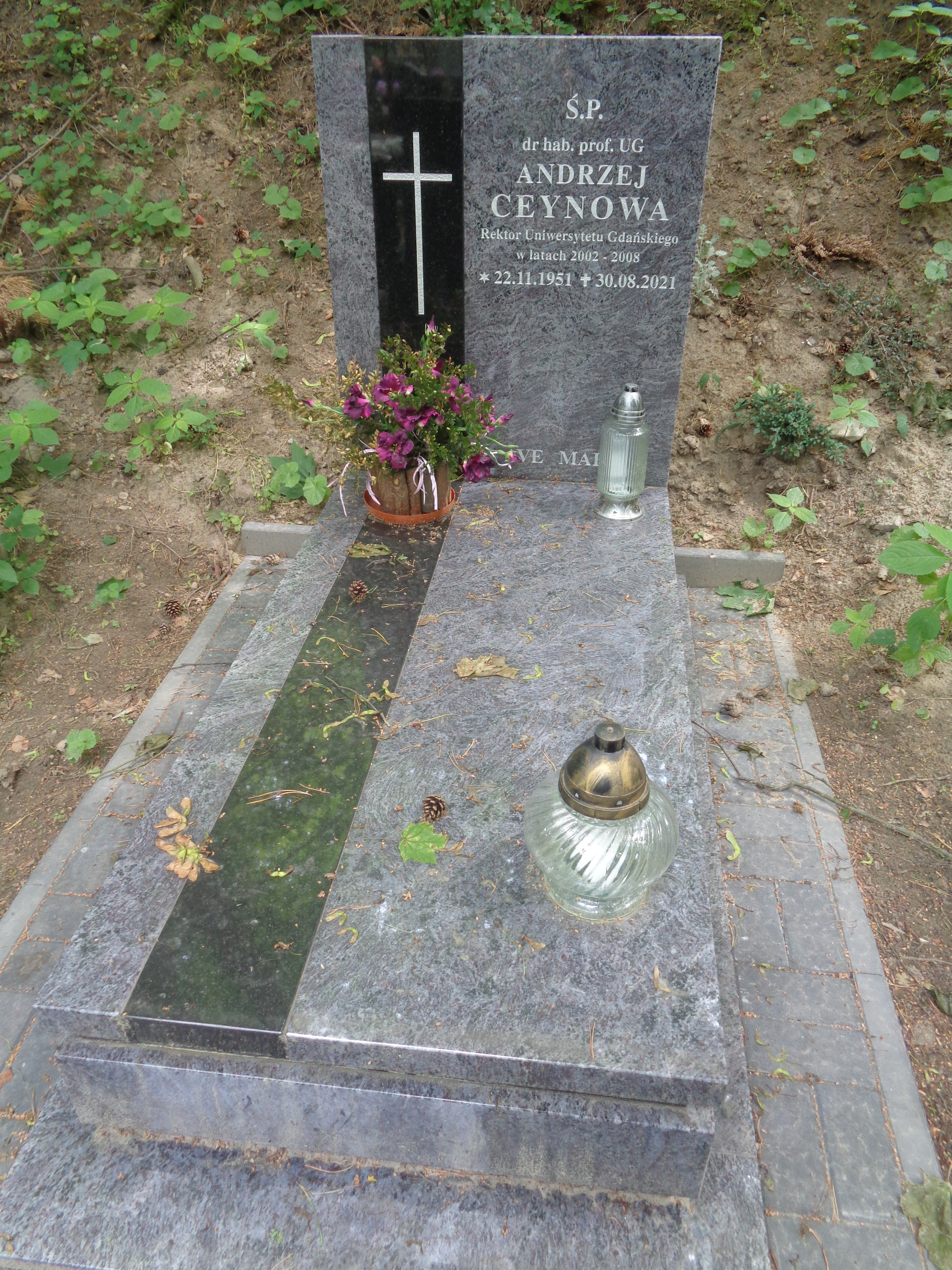
Grób Andrzeja Ceynowy na Cmentarzu Srebrzysko w Gdańsku

Andrzej Ceynowa (ur. 22 listopada 1951 w Gdańsku, zm. 30 sierpnia 2021 tamże) – polski filolog angielski, literaturoznawca, doktor habilitowany, profesor Uniwersytetu Gdańskiego. W latach 2002–2008 rektor Uniwersytetu Gdańskiego. W latach 2008–2016 dziekan nowo utworzonego Wydziału Filologicznego Uniwersytetu Gdańskiego.

## Życiorys

### Wykształcenie i kariera naukowa
Ukończył VIII Liceum Ogólnokształcące im. Komisji Edukacji Narodowej w Gdańsku. Po zdaniu matury w 1969 rozpoczął studia w Instytucie Filologii Angielskiej Uniwersytetu Adama Mickiewicza w Poznaniu. Studia te ukończył w 1974, po czym w tym samym roku rozpoczął pracę na stanowisku asystenta w Zakładzie Filologii Angielskiej Uniwersytetu Gdańskiego. W 1978 uzyskał stopień naukowy doktora na Uniwersytecie Adama Mickiewicza. W 1993 przedstawił rozprawę habilitacyjną Sztuka czarnego teatru 1968–1982 i uzyskał stopień doktora habilitowanego nauk humanistycznych w zakresie literaturoznawstwa. W 1995 został mianowany na stanowisko profesora nadzwyczajnego UG. Był promotorem 10 prac doktorskich.
W 1999 został odznaczony Złotym Krzyżem Zasługi.

### Kariera zawodowa
W latach 1981–1982 piastował stanowisko Fulbright visiting professor na Uniwersytecie Yale oraz City College of New York. W latach 1989–1991 wykładał na Uniwersytecie Jerzego Waszyngtona w Waszyngtonie oraz na Uniwersytecie Centralnego Waszyngtonu w Ellensburgu. W międzyczasie w latach 1990–1991 zatrudniony był w Instytucie Smithsona jako pracownik naukowy National Museum of American History w National Mall w Waszyngtonie.
W 1992 został pełnomocnikiem rektora Uniwersytetu Gdańskiego ds. kontaktów z Fundacją Fulbrighta. W latach 1993–1996 pełni funkcję wicedyrektora ds. nauki w Instytucie Anglistyki UG. W 1996 wybrany na stanowisko prorektora ds. nauki. W 1998 został prezesem gdańskiego oddziału Zrzeszenia Kaszubsko-Pomorskiego. Zasiadał też w prezydium Zrzeszenia. Od 2001 był przewodniczącym Wydziału I oraz członkiem zarządu Gdańskiego Towarzystwa Naukowego. W latach 2001–2002 był wiceprzewodniczącym Komisji Edukacji Europejskiej przy Ministrze Edukacji Narodowej. W 2000 został promotorem doktoratu honoris causa Madeleine Albright na Uniwersytecie Gdańskim.
W 2002 został wybrany na stanowisko rektora Uniwersytetu Gdańskiego, które zajmował do 2008. Od 1 września 2008 do 30 września 2016 był dziekanem Wydziału Filologicznego UG.

### Działalność polityczna
Był członkiem Unii Wolności. Kandydował z jej listy do sejmiku pomorskiego w  wyborach samorządowych w 1998 oraz do Sejmu w wyborach parlamentarnych w 2001, gdy nie osiągnęła ona progu wyborczego. W wyborach samorządowych w 2014 startował do sejmiku województwa pomorskiego z listy komitetu SLD Lewica Razem, który także nie osiągnął progu. W wyborach parlamentarnych w 2015 kandydował do Senatu z ramienia Zjednoczonej Lewicy, zajmując 3. miejsce spośród 4 kandydatów w okręgu. W wyborach samorządowych w 2018 z ramienia SLD LR startował na prezydenta Gdańska, zajmując przedostatnie, 6. miejsce z wynikiem 0,97% głosów. Nie uzyskał też mandatu w radzie miasta.

### Upamiętnienie
W grudniu 2021 skwerowi między budynkami Rektoratu i Neofilologii Kampusu Oliwa Uniwersytetu Gdańskiego nadano imię Andrzeja Ceynowy.

## Życie prywatne
Syn Stefana i Anastazji. Andrzej Ceynowa od 1976 był żonaty z Aliną. Miał dwójkę dzieci – syna Marcina oraz córkę Magdalenę. Pasjonat literatury i teatru, był podróżnikiem i znakomitym znawcą muzyki klasycznej. Pochowany na gdańskim Cmentarzu Srebrzysko (rejon V, pol. II-1-39).